# Спиновый полевой транзистор
Спиновый полевой транзистор — устройство спинтронной техники.

## Принцип действия
Спиновый полевой транзистор представляет собой устройство, содержащее как и обычный полевой транзистор, исток, сток и канал, куда подается напряжение с затвора. В качестве истока и стока используются ферромагнетики, имеющие одно направление намагничивания. В качестве канала используется плоская полупроводниковая пластина c электронными носителями заряда. Ток, подаваемый в канал с истока, поляризован по спину. Напряжение на затворе вызывает прецессию спина электронов тока, протекающего по каналу и, таким образом, влияет на спин электронов в конце канала. Изменением напряжения затвора можно добиться ориентации спина электронов в конце канала, противоположной намагниченности стока. В этом случае электроны не проходят через границу канала и стока, что вызывает высокое сопротивление транзистора. В итоге электрическое поле затвора управляет электрическим сопротивлением транзистора.